# 吉原菜那
吉原 菜那（よしはら なな、1997年12月9日 - ）は、佐賀県出身の元女子競輪選手。
現役時代は日本競輪選手会佐賀支部所属、ホームバンクは武雄競輪場。
日本競輪学校（当時。以下、競輪学校）第112期生。
師匠は三槻智清（80期）。
県内有数の進学校である佐賀県立武雄高等学校を卒業。

## 経歴
幼いころから様々なスポーツに親しみ、学校でおこなわれる新体力テスト（スポーツテスト）では、全国１位を取ったことが数回あるという。
サッカー部に所属していた高校生のとき、後輩の父親がのちの師匠となる競輪選手の三槻智清だった縁で競輪観戦に行き、自転車競技に魅了され、ガールズサマーキャンプを経て競輪選手を志したという。
2016年1月14日、競輪学校第112回適性試験に合格。在校競走成績は19位（3勝）。
2017年7月3日、京王閣競輪場でデビューし6着。初勝利は2017年11月5日の松戸競輪場で挙げた。
2019年1月17日、選手登録消除。
現役引退後は、西九州大学に進学し学生として勉学に励んでいる。
2023年3月卒業。